# Piemontite
La piemontite è un minerale appartenente al gruppo dell'epidoto; il suo nome deriva dal Piemonte, in cui è stato scoperto nel 1853.

## Abito cristallino
Massivo, granulare, prismatico, da fascicolare a fibroso. Colonnare allungato sulle facce dei pinnacoli. I cristalli generalmente sono imperfetti raramente singoli.

## Origine e giacitura
Si forma prevalentemente in rocce metamorfiche di contatto.
Il minerale si trova in vari depositi di manganese dove si è formato per metamorfismo regionale di grado medio-basso.
In alcuni casi il minerale si forma per derivazione di plagioclasi calcici.

## Forma in cui si presenta in natura
La Piemontite si presenta in aggregati spesso raggiati di individui cristallini di colore rosso-violaceo o rosso-bruno, raramente ben formati.

## Utilizzi in gioielleria
- Il taglio[3].

Viene tagliata a facce raramente, mentre più comunemente viene intagliata secondo superfici curve o per realizzare degli intagli e degli oggetti ornamentali di modeste dimensioni.
- Pietre simili[3].
  - Epidoto, questa varietà, tuttavia, è ortorombica non monoclina come la piemontite.
  - Thulite, difatti anche questo minerale si presenta in strutture granulari.

## Caratteristiche chimico-fisiche
Al microscopio, il minerale presenta pleocroismo.
- Densità di elettroni: 3.48 g/cm³[1]
- Indici quantici[1]:
  - fermioni: 0,0092141919
  - bosoni: 0,9907858081
- Indici di fotoelettricità[1]:
  - PE: 6.55 barn/elettroni
  - ρ: 22.82 barn/cm³
- Indice di radioattività: GRapi = 0 (Il minerale non è radioattivo)[1]

## Località di ritrovamento
- Italia: si rinviene nel vallone di Saint-Marcel, in Valle d'Aosta (ove si rinvengono campioni di piemontite grandi anche qualche centimetro o in masse compatte), e a Ceres, nelle Valli di Lanzo[3][4];
- Resto d'Europa: Falotta nel cantone dei Grigioni (Svizzera)[3][4]; Nordmark nel Vermland (Svezia)[3][4]; Ben Hope in Scozia[3][4]; in Francia[3][4]; Minsk (Bielorussia)[3];
- Resto del mondo: Riverside County in California (Stati Uniti); Giappone; a Black Peak e Onago (Nuova Zelanda)[3][4]